# Plaqueta Leopold von Buch
A Plaqueta Leopold von Buch (em alemão:  Leopold-von-Buch-Plakette) da Sociedade de Geologia da Alemanha é concedida anualmente desde 1946 a cientistas estrangeiros por realizações de destaque em geociências. É denominada em memória de Christian Leopold von Buch.

## Recipientes
- 1946 Hans Stille
- 1947 não concedida
- 1948 Serge von Bubnoff, Hans Cloos, Walther Gothan, Friedrich von Huene, Otto Heinrich Schindewolf
- 1949 não concedida
- 1950 não concedida
- 1951 Wilhelm Petrascheck (Leoben)
- 1952 Paul Fallot (Paris)
- 1953 William Joscelyn Arkell (Cambridge)
- 1954 Olaf Holtedahl (Oslo)
- 1955 Walter Hermann Bucher (Nova Iorque)
- 1956 Teiichi Kobayashi (Tóquio)
- 1957 August Buxtorf (Basileia)
- 1958 Traugott Gevers (Johannesburg)
- 1959 Felix Andries Vening-Meinesz (Utrecht)
- 1960 Darashaw Nosherwan Wadia (New Delhi)
- 1961 Dimitri Nalivkin (Moscou)
- 1962 Pentti Eelis Eskola (Helsinki)
- 1963 William Drumm Johnston (Washington)
- 1964 Nils Harald Magnusson (Stockholm)
- 1965 Radim Kettner (Praga)
- 1966 Eberhard Clar (Viena)
- 1967 não concedida
- 1968 William van Leckwijck (Amsterdam)
- 1969 Alexis Bogdanoff (Moscou)
- 1970 Wladyslaw Pozaryski (Warschau)
- 1971 não concedida
- 1972 Alfred Georg Fischer (Princeton)
- 1973 Rudolf Trümpy (Zurique)
- 1974 Ioannis Papastamatiou (Atenas)
- 1975 Jan Houghton Brunn (Orsay)
- 1976 William Winn Hay (Miami)
- 1977 Quido Záruba (Praga)
- 1978 André Delmer (Bruxelas)
- 1979 Henri Schoeller (Bordeaux)
- 1980 Emilie Jäger (Berna)
- 1981 Kingsley Dunham (Durham)
- 1982 Digby McLaren (Ottawa)
- 1984 Elemér Szádecsky-Kardoss (Budapeste)
- 1984 Marcel Arnould (Paris)
- 1985 Xu Jie (Pequim)
- 1986 Jovan Stöcklin (Senzach)
- 1987 Eugenij Pinneker (Irkutsk)
- 1988 Raymond A. Price (Ottawa)
- 1989 Jozef Bouckaert (Bruxelas)
- 1990 John Imbrie
- 1991 Heinrich Jäckli (Zurique)
- 1992 Louis Courel (Dijon)
- 1993 Peter A. Ziegler
- 1994 não concedida
- 1995 Sierd Cloetingh (Amsterdam)
- 1996 Maurice Mattauer (Montpellier)
- 1997 Anthony Hallam (Birmingham)
- 1998 Ian Plimer (Melbourne), Antoni Kleczkowski (Krakau), Heinrich D. Holland (Cambridge (Massachusetts)), Jean Dercourt (Paris)
- 1999 Hans Peter Schönlaub (Viena)
- 2000 Francesco Hervé (Santiago, Chile)
- 2001 Peter Wyllie (Pasadena)
- 2002 Marc Hunnington (Ottawa)
- 2003 Daniel Bernoulli (Basileia)
- 2004 Peter J. Cook (Canberra)
- 2005 Chen Mengxiong, Jean-Paul Poirier (Paris)
- 2006 Fritz F. Steininger (Eggenburg)
- 2007 Sociedade Geológica de Londres
- 2008 Eugen Seibold
- 2009 Tanya Atwater (Santa Barbara)
- 2010 Yujiro Ogawa (Tóquio)
- 2011 Stefan M. Schmid (Zurique)
- 2012 Heinz Kozur (Budapeste, Dresden)
- 2013 Stanislav Vrána[2]
- 2015 Trond Helge Torsvik[3]